# Mordellistenula perrisi
Mordellistenula perrisi es una especie de coleóptero de la familia Mordellidae.

## Distribución geográfica
Habita en Europa.